# Deutsche Leichtathletik-Meisterschaften 2002
Die 102. Deutschen Leichtathletik-Meisterschaften wurden vom 5. bis 7. Juli 2002 in Bochum-Wattenscheid im Lohrheidestadion ausgetragen.

## Wettbewerbe
Eine vorerst letzte Neuerung gab es hinsichtlich des Wettkampfprogramms. Der 3000-m-Hindernislauf wurde nun auch bei den Frauen als Meisterschaftsdisziplin eingeführt. So ist jetzt das Wettkampfprogramm bei den Frauen ziemlich identisch mit dem der Männer. Ausnahmen gab es noch im Gehsport, wo das 50-km-Gehen alleine den Männern vorbehalten blieben. 2016 entschied der Weltleichtathletikverband (damals IAAF/heute World Athletics) dann, bei der Mannschafts-WM der Geher auch eine 50-km-Strecke für Frauen einzuführen. Wann es dann folgerichtig bei Deutschen Meisterschaften zur Miteinbeziehung dieser Gehstrecke auch für Frauen kommt, ist bisher noch unklar. Weitere Unterschiede finden sich im Hauptteil der Meisterschaften. Dort beträgt die Streckenlänge im nichtolympischen Bahngehen für Frauen 5000 und für Männer 10.000 Meter. Darüber hinaus werden im Crosslauf zwei Streckenlängen für Männer angeboten, für Frauen nur eine. Außerdem laufen die Frauen bei den Langstaffeln 3-mal 800 Meter, die Männer 3-mal 1000 Meter.

## Ausgelagerte Disziplinen
Die Meisterschaften in einigen Disziplinen fanden außerhalb dieser Veranstaltung statt, in der folgenden Auflistung in chronologischer Reihenfolge benannt:
- Crosslauf – Regensburg, 9. März, eine Strecke für Frauen sowie eine Mittel- und Langstrecke für Männer mit jeweils Einzel- und Mannschaftswertungen[3]
- Halbmarathon – Schotten, 23. März mit Einzel-/Mannschaftswertungen für Männer und Einzelwertung für Frauen[4]
- 20-km-Gehen (Frauen)/50-km-Gehen (Männer) – Naumburg, 5. Mai mit Einzel-/Mannschaftswertungen für Männer und Einzelwertung für Frauen[5]
- 10.000-Meter-Lauf (Frauen und Männer) – Dessau, 11. Mai[6]
- 20-km-Gehen (Männer) – Eisenhüttenstadt, 2. Juni[7]
- Berglauf (Frauen und Männer) – Zell am Harmersbach, 9. Juni mit Einzel-/Mannschaftswertungen für Frauen und Männer[8]
- Langstaffeln (Frauen: 3 × 800 m/Männer: 3 × 1000 m) – Mönchengladbach, 30. Juni im Rahmen der Deutschen Jugendmeisterschaften[9]
- 100-km-Straßenlauf – Rheine, 31. August mit Einzel-/Mannschaftswertungen für Frauen und Männer[10]
- Mehrkämpfe – Berlin, 31. August/1. September mit Einzel-/Mannschaftswertungen für Frauen (Siebenkampf) und Männer (Zehnkampf)[11]
- 10-km-Straßenlauf – Salzgitter, 7. September mit Einzel-/Mannschaftswertungen für Frauen und Männer[12]
- Marathonlauf eingebettet in den Berlin-Marathon, 29. September mit Einzel-/Mannschaftswertungen für Frauen und Männer[13]

## Rekorde
Es wurden zwei Rekorde aufgestellt.
- Europarekord (ER) im Stabhochsprung 4,77 m – Annika Becker (LG Alheimer Rotenburg-Bebra)[14]
- Deutscher Rekord (DR) in der jungen Frauendisziplin 3000 m Hindernis: 9:38,31 min – Melanie Schulz (SV Creaton Großengottern)[15]

## Medaillengewinner Männer
Die folgenden Übersichten fassen die Medaillengewinner und -gewinnerinnen zusammen. Eine ausführlichere Übersicht mit den jeweils ersten acht in den einzelnen Disziplinen findet sich unter dem Link Deutsche Leichtathletik-Meisterschaften 2002/Resultate.
| Disziplin                                   | Gold                                                                        | Leistung       | Silber                                                                                         | Leistung       | Bronze                                                                      | Leistung                          |
| ------------------------------------------- | --------------------------------------------------------------------------- | -------------- | ---------------------------------------------------------------------------------------------- | -------------- | --------------------------------------------------------------------------- | --------------------------------- |
| 100 m (Wind: −0,1)                          | Marc Blume (TV Wattenscheid 01)                                             | 10,27 s00      | Thomas Müller (ABC Ludwigshafen)                                                               | 10,42 s00      | Ronny Ostwald (TV Wattenscheid 01)                                          | 10,46 s00                         |
| 200 m (Wind: −1,6)                          | Marc Blume (TV Wattenscheid 01)                                             | 20,87 s00      | Steffen Otto (Team Erfurt)                                                                     | 21,21 s00      | Rasgawa Pinnock (ASV Köln)                                                  | 21,30 s00                         |
| 400 m                                       | Ingo Schultz (LG Olympia Dortmund)                                          | 44,97 s00      | Jens Dautzenberg (VfL Wolfsburg)                                                               | 46,19 s00      | Bastian Swillims (TV Wattenscheid 01)                                       | 46,33 s00                         |
| 800 m                                       | René Herms (LG Asics Pirna)                                                 | 1:45,85 min    | Nils Schumann (SC Creaton Großengottern)                                                       | 1:46,08 min    | Christian Köhler (1. LAV Rostock)                                           | 1:48,56 min                       |
| 1500 m                                      | Franek Haschke (LG Asics Pirna)                                             | 3:43,03 min    | Philipp Legath (ASV Köln)                                                                      | 3:45,22 min    | Mark Rapp (Bergsträßer LG)                                                  | 3:45,71 min                       |
| 5000 m                                      | Jan Fitschen (TV Wattenscheid 01)                                           | 13:41,89 min   | Mario Kröckert (TSV Bayer 04 Leverkusen)                                                       | 13:45,19 min   | Michael May (TSV Bayer 04 Leverkusen)                                       | 13:46,54 min                      |
| 10.000 m                                    | Alexander Lubina (TV Wattenscheid 01)                                       | 28:41,55 min   | Oliver Dietz (TSV Gerbrunn)                                                                    | 28:46,34 min   | Jens Borrmann (SC DHfK Leipzig)                                             | 255,05 min                        |
| 10-km-Straßenlauf                           | Carsten Schütz (TV Wattenscheid)                                            | 29:26 min00    | Terefe Desalegn (LG Eintracht Frankfurt)                                                       | 29:26 min00    | Alexander Lubina (TV Wattenscheid 01)                                       | 29:38 min00                       |
| 10-km-Straßenlauf, Mannschaftswertung       | TV Wattenscheid 01 ICarsten Schütz Alexander Lubina Sebastian Bürklein      | 1:29:03 h0000  | LG BraunschweigJürgen Austin-Kerl Georg Diettrich Jörn Wagner                                  | 1:32:49 h0000  | TV Wattenscheid 01 IIMichael Fietz Manuel Meyer Mark Ostendarp              | 1:33:30 h0000                     |
| Halbmarathon                                | Carsten Eich (LG Braunschweig)                                              | 1:03:33 h0000  | Embaye Hedrit (LAC Quelle Fürth/München)                                                       | 1:03:50 h0000  | Terefe Desalegn (LG Eintracht Frankfurt)                                    | 1:04:05 h0000                     |
| Halbmarathon, Mannschaftswertung            | LG BraunschweigCarsten Eich Jörn Wagner Jürgen Austin-Kerl                  | 3:13:35 h0000  | LG Bonn/Troisdorf/NiederkasselStefan Groß Frank Hahn Mike Mariathasan                          | 3:20:57 h0000  | LC Rothaus BreisgauHartwig Potthin Thomas Stegerer Christian Thörner        | 3:22:26 h0000                     |
| Marathon                                    | Martin Beckmann (LG Leinfelden-Echterdingen)                                | 2:16:07 h0000  | Ulrich Steidl (SSC Hanau-Rodenbach)                                                            | 2:17:12 h0000  | Steffen Benecke (TSG Bergedorf)                                             | 2:18:20 h0000                     |
| Marathon, Mannschaftswertung                | SCC BerlinJirka Arndt Ralf Preibisch Sven Kersten                           | 7:20:43 h0000  | SC DHfK LeipzigMatthias Körner Rene Wendler Holger Munkelt                                     | 7:24:45 h0000  | DJK Armada WürselenJörg Achten Michael Reuel Martin Lohbreyer               | 7:34:24 h0000                     |
| 100-km-Straßenlauf                          | Volker Krajenski (SV Emmerstedt)                                            | 6:58:55 h0000  | Thomas Miksch (TV Jahn Kempten)                                                                | 7:03:47 h0000  | Wolfgang Schneider (LGV Marathon Gießen)                                    | 7:10:28 h0000                     |
| 100-km-Straßenlauf, Mannschaftswertung      | LTF MarpingenJörg Hooß Robert Feller Werner Alles                           | 22:27:35 h0000 | TV Jahn KemptenThomas Miksch Ulrich Guranti Norbert Grotz                                      | 25:23:28 h0000 | SG Neukirchen-HülchrathBernd Juckel Michael Göhner Ferdinand Tiggelkamp     | 26:19:17 h0000                    |
| 110 m Hürden (Wind: +0,5)                   | Florian Schwarthoff (OSC Berlin)                                            | 13,69 s00      | Claude Edorh (LT DSHS Köln)                                                                    | 13,82 s00      | Thomas Blaschek (TuS Jena)                                                  | 13,87 s00                         |
| 400 m Hürden                                | Henning Hackelbusch (TV Wattenscheid 01)                                    | 50,26 s00      | Christian Duma (LG Eintracht Frankfurt)                                                        | 50,39 s00      | Andreas Wickert (TSV Rudow Berlin)                                          | 50,73 s00                         |
| 3000 m Hindernis                            | Filmon Ghirmai (LAC Pliezhausen)                                            | 8:35,77 min    | Damian Kallabis (VfB Stuttgart)                                                                | 8:35,95 min    | Ralf Aßmus (SV Creaton Großengottern)                                       | 8:37,47 min                       |
| 4 × 100 m Staffel                           | TV Wattenscheid 01Holger Blume Marc Blume Alexander Kosenkow Jérôme Crews   | 39,35 s00      | LAZ Salamander Kornwestheim-LudwigsburgMatthias Eifert Marc Kochan Tobias Unger Florian Gamper | 40,32 s00      | MTG MannheimPatrick Wirth Michael Schäfer Bernd Pux Thomas Lauinger         | 40,48 s00                         |
| 4 × 400 m Staffel                           | LG Olympia DortmundMichael Dragu Sebastian Aryee Jörg Krick Ingo Schultz    | 3:06,68 min    | TV Wattenscheid 01Henning Hackelbusch Iloduba-Darwin Ezekwem Tobias Schlitzer Bastian Swillims | 3:07,01 min    | VfL WolfsburgAndre Volkmann Alexander Knitsch Jens Dautzenberg Lars Figura  | 3:08,03 min                       |
| 3 × 1000-m-Staffel                          | SV Creaton GroßengotternMartin Uhlich Torsten Kühn Ralf Aßmus               | 7:14,84 min    | LG Olympia DortmundAnsgar Varnhagen Steffen Co Tobias Dertmann                                 | 7:15,08 min    | TSV Bayer 04 LeverkusenRené Breitenstein Benedict Nolte Michael Stemmler    | 7:15,86 min                       |
| 10.000-m-Bahngehen                          | André Höhne (LG Nike Berlin)                                                | 40:45,82 min   | Jan Albrecht (Team Erfurt)                                                                     | 40:53,75 min   | Frank Werner (Team Erfurt)                                                  | 42:54,97 min                      |
| 20-km-Gehen                                 | Andreas Erm (TV Friesen Naumburg)                                           | 1:22:04 h0000  | Maik Berger (LG Nike Berlin)                                                                   | 1:27:01 h0000  | Denis Trautmann (LGV Gleina)                                                | 1:28:07 h0000                     |
| 50-km-Gehen                                 | Andreas Erm (TV Friesen Naumburg)                                           | 3:45:28 h0000  | Denis Trautmann (LGV Gleina)                                                                   | 4:01:11 h0000  | Michael Lohse (LGV Gleina)                                                  | 4:31:45: h0000                    |
| 50-km-Gehen, Mannschaftswertung             | LGV GleinaDenis Trautmann Michael Lohse Frank Putzer                        | 13:23:19 h0000 | Team ErfurtAndreas Franke Ronald Papst Karsten Staedtler                                       | 15:13:07 h0000 | nur 2 Mannschaften in der Wertung                                           | nur 2 Mannschaften in der Wertung |
| Hochsprung                                  | Martin Buß (TSV Bayer 04 Leverkusen)                                        | 2,25 m         | Roman Fricke (TSV Bayer 04 Leverkusen)                                                         | 2,18 m         | Christian Rhoden (TSV Bayer 04 Leverkusen)                                  | 2,18 m                            |
| Stabhochsprung                              | Lars Börgeling (TSV Bayer 04 Leverkusen)                                    | 5,80 m         | Tim Lobinger (LG Eintracht Frankfurt)                                                          | 5,70 m         | Danny Ecker (TSV Bayer 04 Leverkusen)                                       | 5,50 m                            |
| Weitsprung                                  | Schahriar Bigdeli (TSV Bayer 04 Leverkusen)                                 | 7,84 m         | Andreas Pohle (Team Erfurt)                                                                    | 7,79 m         | Oliver Koenig (LAZ Leipzig)                                                 | 7,75 m                            |
| Dreisprung                                  | Charles Friedek (TSV Bayer 04 Leverkusen)                                   | 16,70 m        | Andreas Pohle (Team Erfurt)                                                                    | 16,30 m        | Thomas Moede (Berliner LG Ost)                                              | 16,23 m                           |
| Kugelstoßen                                 | Ralf Bartels (SC Neubrandenburg)                                            | 20,29 m        | Andy Dittmar (LG Ohra Hörsel)                                                                  | 19,47 m        | René Sack (LAZ Leipzig)                                                     | 18,91 m                           |
| Diskuswurf                                  | Michael Möllenbeck (TV Wattenscheid 01)                                     | 65,38 m        | Tolga Käseoglu (LAZ Salamander Kornwestheim-Ludwigsburg)                                       | 62,03 m        | Torsten Schmidt (1. LAV Rostock)                                            | 60,69 m                           |
| Hammerwurf                                  | Karsten Kobs (TSV Bayer 04 Leverkusen)                                      | 76,05 m        | Markus Esser (TSV Bayer 04 Leverkusen)                                                         | 75,36 m        | Holger Klose (LG Eintracht Frankfurt)                                       | 74,68 m                           |
| Speerwurf                                   | Raymond Hecht (SC Magdeburg)                                                | 87,23 m        | Boris Henry (SV Saar 05 Saarbrücken)                                                           | 85,43 m        | Björn Lange (SC Magdeburg)                                                  | 82,32 m                           |
| Zehnkampf                                   | Florian Schönbeck (LG Domspitzmilch Regensburg)                             | 7797 P         | André Niklaus (LG Nike Berlin)                                                                 | 7755 P         | Philip Ibe (TSV Bayer 04 Leverkusen)                                        | 7722 P                            |
| Zehnkampf, Mannschaftswertung               | LG Domspitzmilch RegensburgFlorian Schönbeck Peter Hargasser Andreas Udvari | 21.818 P       | LT DSHS KölnMark Schumacher Matthias Spahn Willy-S. Metzger                                    | 21.463 P       | LG Eintracht FrankfurtMaxim Kruschinski Rainer Schubert Georg Kruschinski   | 21.161 P                          |
| Crosslauf Mittelstrecke – 3,9 km            | Jens Borrmann (SC DHfK Leipzig)                                             | 12:49 min00    | Jan Fitschen (TV Wattenscheid 01)                                                              | 12:55 min00    | Dominik Burkhardt (LG Eintracht Frankfurt)                                  | 12:57 min00                       |
| Crosslauf Mittelstrecke, Mannschaftswertung | LG Eintracht FrankfurtDominik Burkhardt Frank Bruder Florian Hild           | Pl.-Ziff. 26   | 1. LAV RostockMathias Weippert Ulf Wendler Marcus Kunze                                        | Pl.-Ziff. 54   | LG Badenova NordschwarzwaldThorsten Banzhaf Kim Bauermeister Christian Lenk | Pl.-Ziff. 65                      |
| Crosslauf Langstrecke – 10,0 km             | Dieter Baumann (LAV Tübingen)                                               | 32:32 min00    | Damian Kallabis (VfB Stuttgart)                                                                | 33:07 min00    | Oliver Mintzlaff (LG Bonn/ Troisdorf/Niederkassel)                          | 33:11 min00                       |
| Crosslauf Langstrecke, Mannschaftswertung   | TV Wattenscheid 01Alexander Lubina Carsten Schütz Jan Fitschen              | Pl.-Ziff. 23   | LG BraunschweigRobert Langfeld Georg Diettrich Jörn Wagner                                     | Pl.-Ziff. 26   | SCC BerlinMichael Gottschalk Michael Loth Ingo Ortel                        | Pl.-Ziff. 76                      |
| Berglauf – 10 km                            | Thomas Greger (TV Hatzenbühl)                                               | 41:02 min00    | Dirk Debertin (SG Walldorf Astoria 1902)                                                       | 42:32 min00    | Eckhard Wagner (Spvgg Mössingen)                                            | 42:39 min00                       |
| Berglauf, Mannschaftswertung                | TV HatzenbühlThomas Greger Christoph Fuhrbach Christian Englert             | 2:06:42 h0000  | Spvgg MössingenEckhard Wagner Frank Türk Werner Steinhilber                                    | 2:12:22 h0000  | USC FreiburgMarkus Jenne Markus Bohmann Max Frei                            | 2:12:36 h0000                     |

## Medaillengewinner Frauen
| Disziplin                              | Gold                                                                       | Leistung          | Silber                                                                     | Leistung         | Bronze                                                                                 | Leistung       |
| -------------------------------------- | -------------------------------------------------------------------------- | ----------------- | -------------------------------------------------------------------------- | ---------------- | -------------------------------------------------------------------------------------- | -------------- |
| 100 m (Wind: −0,4)                     | Sina Schielke (LG Olympia Dortmund)                                        | 11,28 s00000      | Gabi Rockmeier (LG Olympia Dortmund)                                       | 11,33 s00        | Melanie Paschke (TV Wattenscheid 01)                                                   | 11,35 s00      |
| 200 m (Wind: −1,4)                     | Gabi Rockmeier (LG Olympia Dortmund)                                       | 23,43 s00000      | Birgit Rockmeier (LG Olympia Dortmund)                                     | 23,55 s00        | Nicole Marahrens (LG Weserbergland)                                                    | 23,64 s00      |
| 400 m                                  | Birgit Rockmeier (LG Olympia Dortmund)                                     | 52,03 s00000      | Anke Feller (TSV Bayer 04 Leverkusen)                                      | 52,64 s00        | Nancy Kette (Team Erfurt)                                                              | 52,68 s00      |
| 800 m                                  | Claudia Gesell (TSV Bayer 04 Leverkusen)                                   | 2:00,97 min000    | Ivonne Teichmann (SC Magdeburg)                                            | 2:01,36 min      | Anja Knippel (Team Erfurt)                                                             | 2:02,13 min    |
| 1500 m                                 | Kathleen Friedrich (LAC Erdgas Chemnitz)                                   | 4:10,99 min000    | Kristina da Fonseca-Wollheim (LG Eintracht Frankfurt)                      | 4:13,23 min      | Sylvia Thier (Hallesche Leichtathletik-Freunde)                                        | 4:22,83 min    |
| 5000 m                                 | Sabrina Mockenhaupt (LG Sieg)                                              | 15:46,92 min000   | Susanne Ritter (LG Bonn/ Troisdorf/Niederkassel)                           | 16:15,75 min     | Birte Bultmann (LG Braunschweig)                                                       | 16:18,84 min   |
| 10.000 m                               | Melanie Schulz (SV Creaton Großengottern)                                  | 32:40,09 min000   | Birte Bultmann (LG Braunschweig)                                           | 33:57,60 min     | Susanne Ritter (LG Bonn/ Troisdorf/Niederkassel)                                       | 34:12,69 min   |
| 10-km-Straßenlauf                      | Luminita Zaituc (LG Braunschweig)                                          | 33:05 min00000    | Claudia Dreher (TV Friesen Naumburg)                                       | 33:35 min00      | Iris Biba-Pöschl (ASC Darmstadt)                                                       | 33:41 min00    |
| 10-km-Straßenlauf, Mannschaftswertung  | OSC BerlinKerstin Preßler Sylvia Renz Annette Wolfrom                      | 1:48:00 h0000000  | LG BraunschweigLuminita Zaituc Birte Bultmann Annette Lindner              | 1:49:45 h0000    | LG Domspitzmilch RegensburgFakja Hofmann Monika Hirt Katharina Kaufmann                | 1:51:09 h0000  |
| Halbmarathon                           | Ulrike Maisch (1. LAV Rostock)                                             | 1:15:44 h0000000  | Romy Spitzmüller (LAZ Leipzig)                                             | 1:16:16 h0000    | Ellen Schöner (LG Domspitzmilch Regensburg)                                            | 1:16:26 h0000  |
| Halbmarathon, Mannschaftswertung       | LG Domspitzmilch Regensburg IEllen Schöner Fakja Hofmann Gaby Pfandorfer   | 3:58:01 h0000000  | ASC DarmstadtNicole Leder Alexandra Petri Ursula Wolf                      | 4:04:58 h0000    | LG Domspitzmilch Regensburg IIEva Karg Monika Hirt Gabi Reindl                         | 4:08:10 h0000  |
| Marathon                               | Kathrin Weßel geb. Ullrich (SCC Berlin)                                    | 2:36:36 h0000000  | Christine Döllinger (LAC Quelle Fürth/München)                             | 2:39:37 h0000    | Sylvia Renz (OSC Berlin)                                                               | 2:41:45 h0000  |
| Marathon, Mannschaftswertung           | OSC BerlinSylvia Renz Kerstin Preßler Annette Wolfrom                      | 8:31:40 h0000000  | LG Domspitzmilch RegensburgMonika Hirt Ellen Schöner Gaby Pfandorfer       | 8:32:33 h0000    | SCC BerlinKathrin Weßel geb. Ullrich Bianca Meyer Rosemarie Kössler                    | 8:43:44 h0000  |
| 100-km-Straßenlauf                     | Ricarda Botzon (LG Lüneburg)                                               | 8:07:46 h0000000  | Anke Drescher (SSC Hanau-Rodenbach)                                        | 8:16:31 h0000    | Elena Kobrina (DJK Frankenberg Aachen)                                                 | 8:43:56 h0000  |
| 100-km-Straßenlauf, Mannschaftswertung | LG LüneburgRicarda Botzon Suliko Berndt Marion van Schwamen                | 30:06:20 h0000000 | nur 1 Mannschaft                                                           | nur 1 Mannschaft | in der Wertung                                                                         | in der Wertung |
| 100 m Hürden (Wind: −0,6)              | Kirsten Bolm (LT DSHS Köln)                                                | 13,03 s00000      | Tina Klein (MTG Mannheim)                                                  | 13,33 s00        | Juliane Sprenger (LG Kindelsberg Kreuztal)                                             | 13,43 s00      |
| 400 m Hürden                           | Heike Meißner (LAC Erdgas Chemnitz)                                        | 55,74 s00000      | Ulrike Urbansky (TSV Bayer 04 Leverkusen)                                  | 56,74 s00        | Stephanie Kampf (VfL Sindelfingen)                                                     | 57,02 s00      |
| 3000 m Hindernis                       | Melanie Schulz (SV Creaton Großengottern)                                  | 9:38,31 min DR    | Katrin Engelen (LG Badenova Nordschwarzwald)                               | 10:21,45 min     | Sylvia Thier (Hallesche Leichtathletik-Freunde)                                        | 10:30,94 min   |
| 4 × 100 m Staffel                      | LG Olympia DortmundSandra Möller Gabi Rockmeier Sina Schielke Katchi Habel | 44,06 s00000      | USC MainzSilke Wolf Kathrin Werkmann Mona Steigauf Marion Wagner           | 45,64 s00        | TSV Bayer 04 LeverkusenChrista Kaufmann Silke Lichtenhagen Jessica Pixberg Anke Feller | 45,98 s00      |
| 4 × 400 m Staffel                      | SC MagdeburgEileen Müller Ivonne Teichmann Korinna Fink Grit Breuer        | 3:32,11 min000    | Team ErfurtJana Hartmann Anja Knippel Doreen Harstick Nancy Kette          | 3:33,88 min      | TSV Bayer 04 LeverkusenMaren Schott Claudia Gesell Ulrike Urbansky Anke Feller         | 3:33,89 min    |
| 3 × 800-m-Staffel                      | Team ErfurtJulia Wollstadt Jeanette Hoffmann Anja Knippel                  | 6:22,72 min000    | TSV Bayer 04 LeverkusenDagmar de Haan Sigrid Bühler Maren Schott           | 6:32,34 min      | LG StaufenSonja Lang Daniela Wisst Sabrina Scheffold                                   | 6:37,27 min    |
| 5000-m-Bahngehen                       | Melanie Seeger (SC Potsdam)                                                | 21:28,58 min000   | Kathrin Boyde geb. Born (LC Rothaus Breisgau)                              | 22:26,91 min     | Nicole Best (TV Groß-Gerau)                                                            | 23:30,65 min   |
| 20-km-Gehen                            | Melanie Seeger (SC Potsdam)                                                | 1:31:20 h0000000  | Andrea Meloni (Diezer TSK Oranien)                                         | 1:34:37 h0000    | Nicole Best (TV Groß-Gerau)                                                            | 1:37:16 h0000  |
| Hochsprung                             | Elena Herzenberg (ABC Ludwigshafen)                                        | 1,91 m000         | Kathryn Holinski (LG Olympia Dortmund)                                     | 1,89 m           | Birgit Kähler (TSV Bayer 04 Leverkusen)                                                | 1,89 m         |
| Stabhochsprung                         | Annika Becker                                                              | 4,77 m ER         | Yvonne Buschbaum (VfB Stuttgart)                                           | 4,50 m           | Carolin Hingst (USC Mainz)                                                             | 4,50 m         |
| Weitsprung                             | Heike Drechsler geb. Daute (Karlsruher SC)                                 | 6,64 m000         | Sabine Braun (TV Wattenscheid 01)                                          | 6,51 m           | Sofia Schulte (TV Wattenscheid 01)                                                     | 6,50 m         |
| Dreisprung                             | Henny Gastel (SV Halle)                                                    | 13,54 m000        | Katja Umlauft (LG Nike Berlin)                                             | 13,48 m          | Jacqueline Mau (LAC Erdgas Chemnitz)                                                   | 13,39 m        |
| Kugelstoßen                            | Astrid Kumbernuss (SC Neubrandenburg)                                      | 19,45 m000        | Nadine Kleinert (SC Magdeburg)                                             | 18,56 m          | Nadine Beckel (SC Schwerin)                                                            | 18,26 m        |
| Diskuswurf                             | Jana Tucholke (LAZ Leipzig)                                                | 58,99 m000        | Kathleen Hering (LAZ Leipzig)                                              | 56,76 m          | Ina Reiber (SC Magdeburg)                                                              | 55,96 m        |
| Hammerwurf                             | Susanne Keil (LG Eintracht Frankfurt)                                      | 66,33 m000        | Simone Mathes (TSV Bayer 04 Leverkusen)                                    | 62,38 m          | Manuela Priemer (LG Domspitzmilch Regensburg)                                          | 61,73 m        |
| Speerwurf                              | Dörthe Friedrich (LG Karlsruhe)                                            | 64,46 m000        | Steffi Nerius (TSV Bayer 04 Leverkusen)                                    | 64,43 m          | Jana Woytkowska (Hallesche Leichtathletik-Freunde)                                     | 59,00 m        |
| Siebenkampf                            | Sabine Krieger (MTV Ingolstadt)                                            | 5873 P            | Astrid Retzke (Hallesche Leichtathletik-Freunde)                           | 5639 P           | Andrea Tittmann (MTV Ingolstadt)                                                       | 5515 P         |
| Siebenkampf, Mannschaftswertung        | MTV IngolstadtSabine Krieger Andrea Tittmann Annelie Schrader              | 16.513 P          | Rastatter TVGunild Kreb Katrin Merkel Anja Jordan                          | 15.221 P         | SSV Ulm 1846Ulrike Hebestreit Marina Apfel Andrea Kopp                                 | 14.141 P       |
| Crosslauf – 5,3 km                     | Luminita Zaituc (LG Braunschweig)                                          | 19:33 min00000    | Sabrina Mockenhaupt (LG Sieg)                                              | 19:47 min00      | Ulrike Maisch (1. LAV Rostock)                                                         | 20:07 min00    |
| Crosslauf, Mannschaftswertung          | LG BraunschweigLuminita Zaituc Birte Bultmann Victoria Willcox-Heidner     | Pl.-Ziff. 23      | LG Domspitzmilch RegensburgEllen Schöner Susanne Falkenstein Fakja Hofmann | Pl.-Ziff. 55     | TG Viktoria AugsburgKathrin Luxenhofer Susanne Wildner Petra Stöckmann                 | Pl.-Ziff. 63   |
| Berglauf – 10 km                       | Claudia Lokar geb. Borgschulze (TuS Sythen)                                | 47:20 min00000    | Tina Walter (DJK Schwäbisch Gmünd)                                         | 49:15 min00      | Ellen Schöner (LG Domspitzmilch Regensburg)                                            | 50:11 min00    |
| Berglauf, Mannschaftswertung           | LG Domspitzmilch RegensburgEllen Schöner Eva Karg Gabi Reindl              | 2:38:08 h0000000  | ASC Rosellen/NeussStefanie Buss Melanie Klein-Arndt Ute Jenke              | 2:38:41 h0000    | TSG MaxdorfIsabella Bernhard Ria Jedter Katrin Schmitt                                 | 3:00:46 h0000  |